# BMW PGA Championship
BMW PGA Championship är en golftävling på PGA European Tour. Tävlingen var ursprungligen de brittiska PGA-mästerskapen och spelades första gången 1955. Den anses som den mest prestigefyllda tävlingen på europatouren efter The Open Championship. Tävlingen var sluten fram till 1965 men till skillnad från majortävlingen PGA Championship så är den numera en öppen golftävling. Tävlingen spelas alltid på Wentworth Club i England och de senaste tre årens vinnare är direktkvalificerade för The Open Championship. Tävlingen har genom åren benämnts efter dess sponsorer. Mellan 1988 och 2004 hette tävlingen Volvo PGA Championship men sedan 2005 då BMW blev sponsor så är inte PGA längre en del av namnet.
1998-2000 blev Colin Montgomerie först att vinna turneringen tre år i rad.

## Segrare

### British PGA Championship
- 1955 Ken Bousfield - England
- 1956 C.H. Ward
- 1957 Peter Alliss - England
- 1958 Harry Bradshaw - Irland
- 1959 Dai Rees - Wales
- 1960 Arnold Stickley - England
- 1961 Brian Bamford - England
- 1962 Peter Alliss - England
- 1963 Peter Butler - England
- 1964 A.G. Grubb
- 1965 Peter Alliss - England
- 1966 Brian Huggett - Wales

### Schweppes Open
- 1967 Peter Townsend - England
- 1968 David Talbot - England
- 1969 Bernard Gallacher - Skottland
- 1970 Inställd
- 1971 Inställd

### Viyella PGA Championship
- 1972 Tony Jacklin - England
- 1973 Peter Oosterhuis - England
- 1974 Maurice Bembridge - England

### Penfold PGA Championship
- 1975 Arnold Palmer - USA
- 1976 Neil Coles - England
- 1977 Manuel Pinero - Spanien

### Colgate PGA Championship
- 1978 Nick Faldo - England
- 1979 Vicente Fernandez - Argentina

### Sun Alliance PGA Championship
- 1980 Nick Faldo - England
- 1981 Nick Faldo - England
- 1982 Tony Jacklin - England
- 1983 Seve Ballesteros - Spanien

### Whyte & Mackay PGA Championship
- 1986 Rodger Davis - Australien
- 1987 Bernhard Langer - Tyskland
- 1984 Howard Clark - England
- 1985 Paul Way - England

### Volvo PGA Championship
- 1988 Ian Woosnam - Wales
- 1989 Nick Faldo - England
- 1990 Mike Harwood - Australien
- 1991 Seve Ballesteros - Spanien
- 1992 Tony Johnstone - Zimbabwe
- 1993 Bernhard Langer - Tyskland
- 1994 José Maria Olazábal - Spanien
- 1995 Bernhard Langer - Tyskland
- 1996 Costantino Rocca - Italien
- 1997 Ian Woosnam - Wales
- 1998 Colin Montgomerie - Skottland
- 1999 Colin Montgomerie - Skottland
- 2000 Colin Montgomerie - Skottland
- 2001 Andrew Oldcorn - Skottland
- 2002 Anders Hansen - Danmark
- 2003 Ignacio Garrido - Spanien
- 2004 Scott Drummond - Skottland

### BMW Championship
- 2005 Angel Cabrera - Argentina
- 2006 David Howell - England
- 2007 Anders Hansen - Danmark
- 2008 Miguel Angel Jiménez - Spanien
- 2009 Paul Casey - England
- 2010 Simon Khan - England
- 2011 Luke Donald - England
- 2012 Luke Donald - England
- 2013 Matteo Manassero - Italien
- 2014 Rory McIlroy - Nordirland
- 2015 An Byeong-hun - Sydkorea
- 2016 Chris Wood - England
- 2017 Alexander Norén - Sverige

### Fotnoter
1. ↑  ”Montgomerie Wins 3rd Straight Volvo” (på engelska). New York Times. 30 maj 2000. http://www.nytimes.com/2000/05/30/sports/golf-roundup-montgomerie-wins-3rd-straight-volvo.html. Läst 28 maj 2017.